# ميكال كولار
ميكال كولار (بالسلوفاكية: Michael Kolář)‏ (و. 1992  م) هو راكب دراجة هوائية سلوفاكي، ولد في براغ، شارك في طواف إسبانيا.

## سجل الفوز

### سباقات أو مراحل فاز بها
| التاريخ        | السباق                                                   | المركز                      |
| -------------- | -------------------------------------------------------- | --------------------------- |
| 05 أبريل 2012  | Challenge des phosphates - Grand Prix de Ben Guérir 2012 | المركز الثاني               |
| 01 يناير 2013  | 2013 Belgrade-Banja Luka I                               | الفائز في التصنيف العام     |
| 03 مايو 2015   | طواف تركيا 2015                                          | الثامن في تصنيف النقاط      |
| 20 سبتمبر 2015 | جراند بريكس دي إسبيرجوس 2015                             | المركز الثاني               |
| 26 يونيو 2016  | سباق الطريق للرجال في بطولة سلوفاكيا لسباق الدراجات 2016 | المركز الثالث               |
| 16 أكتوبر 2016 | سباق الطريق في بطولة العالم 2016                         | المرتبة 19 في التصنيف العام |
| 06 أغسطس 2017  | سباق الطريق لنخبة الرجال - بطولة أوروبا للدراجات 2017    | العاشر في التصنيف العام     |
| 24 يونيو 2018  | سباق الطريق للرجال في بطولة سلوفاكيا لسباق الدراجات 2018 | المركز الثالث               |

## روابط خارجية
- ميكال كولار على موقع الاتحاد الدولي للدراجات (الإنجليزية)
- ميكال كولار على موقع أرشيف الدراجات (الإنجليزية)
- ميكال كولار على موقع إحصائيات الدراجات الإحترافية (الإنجليزية)
- ميكال كولار على موقع نسبة الدراجات (الإنجليزية)